# Вјеска (Вељки Кртиш)
Вјеска (слч. Vieska) насељено је мјесто са административним статусом сеоске општине (слч. obec) у округу Вељки Кртиш, у Банскобистричком крају, Словачка Република.

## Становништво
| Година:    | 1994. | 2004.   | 2014.   | 2024.    |
| ---------- | ----- | ------- | ------- | -------- |
| Број људи: | 199   | 208     | 219     | 188      |
| Разлика:   |       | +4,52 % | +5,28 % | -14,15 % |

| Година:    | 2023. | 2024.   |
| ---------- | ----- | ------- |
| Број људи: | 186   | 188     |
| Разлика:   |       | +1,07 % |

Према подацима о броју становника из 2011. године насеље је имало 223 становника.